# Nico Schlotterbeck
Nico Schlotterbeck (Waiblingen, 1 de dezembro de 1999) é um futebolista profissional alemão que atua como zagueiro. Atualmente joga no Borussia Dortmund e na seleção alemã

## Carreira pelo clube

### SC Freiburg
Schlotterbeck estreou pelo SC Freiburg em 9 de março de 2019, substituindo no intervalo Philipp Lienhart, na vitória por 2 a 1 em casa contra o Hertha BSC.

#### Empréstimo para Union Berlin

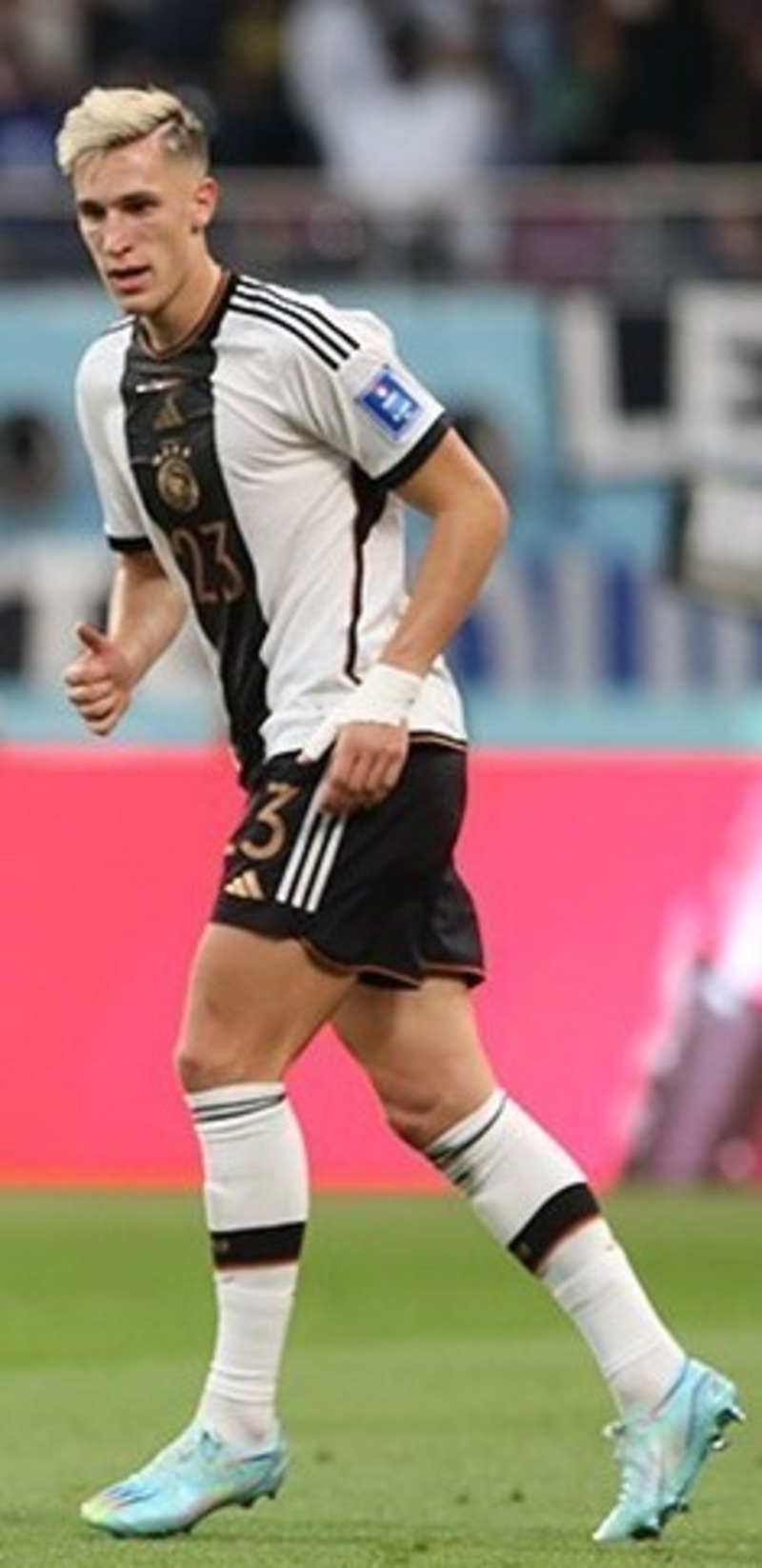
Nico Schlotterbeck pela Seleção Alemã em 2022.

Em 31 de julho de 2020, Schlotterbeck ingressou no Union Berlin em um empréstimo de um ano. Pelo clube, conseguiu a classificação para Liga Conferência Europa da UEFA.

#### Retorno ao SC Freiburg
Após retornar para o Freiburg, Schlotterbeck foi um dos destaques da Bundesliga de 2021–22. O zagueiro despertou interesse de clubes como Bayern de Munique e Borussia Dortmund.

### Borussia Dortmund
Em 2 de maio de 2022, o Borussia Dortmund anunciou a contratação de Schlotterbeck em um contrato válido por dois anos, que começou na da temporada 2022-23.

## Carreira internacional
Schlotterbeck foi titular e disputou todas as partidas na campanha vitoriosa da Alemanha na Euro Sub-21 de 2021. Foi um dos 23 jogadores a serem eleitos para o Plantel do Torneio oficial.
Foi convocado pela primeira vez para a seleção principal da Alemanha sob o comando de Hansi Flick para as eliminatórias da Copa do Mundo de 2022, em setembro de 2021.

### Estatísticas
- Atualizado até 29 de junho de 2024.[11]

| Seleção nacional | Ano   | Jogos | Gols |
| ---------------- | ----- | ----- | ---- |
| Alemanha         | 2022  | 8     | 0    |
| Alemanha         | 2023  | 3     | 0    |
| Alemanha         | 2024  | 3     | 0    |
| Total            | Total | 14    | 0    |

## Vida pessoal
Schlotterbeck é filho do ex-jogador de futebol profissional Niels Schlotterbeck, que também atuou pelo Freiburg. Seu irmão mais velho, Keven Schlotterbeck também é futebolista profissional e joga no VfL Bochum emprestado pelo Freiburg.

## Títulos
Seleção Alemã
- Eurocopa Sub-21: 2021[14]